# الأخيطل الأهوازي
الأخيطل الأهوزي محمد بن عبد الله (262هـ)، من شعراء الدولة الأموية أهوازي المولد والنشأة، ومن شعراء النصف الأول من القرن الثالث الهجري، لكنه قد عاش معظم حياته الثقافية في أرض العراق.

## نشأته
الأخيطل الأهوازي وهو محمد بن عبد الله بن شعيب مولى بني مخزوم، يكنى أبا بكر. لقد هاجر إلى بغداد وهو شاعر ظريف مليح الشعر، يسلك طريق أبي تمام وغيره في شعره، كان يهاجي الحمدوني. ومن جميل شعره:
هذي الشقايق قد أبصرت حمرتها * مع السواد على أعناقها الذلل |

كأنها دمعة قد غسلت كحلا * جادت بها وقفة في وجنتي خجل 